# Сешнс, Роджер
Роджер Хантингтон Сешнс (англ. Roger Huntington Sessions; 28 декабря 1896, Бруклин — 16 марта 1985, Принстон, Нью-Джерси) — американский композитор, музыковед, педагог.

## Биография
Музыкальное образование получил в Гарвардском университете, Йельской музыкальной школе и Кливлендском музыкальном институте. Ученик Эрнеста Блоха и Горацио Паркера. В 1925—1933 годах путешествовал по Европе (Флоренция, Рим, Берлин). В 1928 году совместно с Аароном Коплендом основал в Нью-Йорке «Концерты современной музыки». В 1933 году он окончательно вернулся в Америку, где с 1935 по 1969 годы преподавал композицию в Калифорнийском (в Беркли), Принстонском и Гарвардском университетах, а также в Джульярдской школе музыки. Приезжал в СССР в 1958 году.

## Творчество
Сешнс является автором двух опер, 9 симфоний, инструментальных концертов, камерной музыки. Созданные в 1930-х годах, его сочинения написаны в неоклассическом стиле; после 1950 года композитор увлёкся додекафонной техникой (которую трактовал весьма свободно), чему способствовало знакомство с Луиджи Даллапикколой.

## Сочинения (избранное)
- Симфония № 1 (1927)
- The Black Maskers оркестровая сюита (1928)
- Соната для фортепиано № 1 (1930)
- Скрипичный концерт (1935)
- Струнный квартет № 1 (1936)
- Дуэт для скрипки и фортепиано (1942)
- From my Diary (Pages from a Diary) (1940)
- Фортепианная соната № 2 (1946)
- Симфония № 2 (1946)
- The Trial of Lucullus (1947), одноактная опера
- Струнный квартет № 2 (1951)
- Соната для скрипки соло (1953)
- Idyll of Theocritus (1954)
- Фортепианный концерт (1956)
- Симфония № 3 (1957)
- Струнный квинтет (1957[3] or 1957-58[4])
- Симфония № 4 (1958)
- Дивертисмент для оркестра (1959)
- Монтесума (1963), опера в 3-х актах (либретто Джузеппе Антонио Борджезе)
- Симфония № 5 (1964)
- Соната для фортепиано № 3 (1965)
- Симфония № 6 (1966)
- 6 пьес для виолончели (1966)
- Симфония № 7 (1967)
- Симфония № 8 (1968)
- Рапсодия для оркестра (1970)
- Концерт для скрипки и виолончели с оркестром (1971)
- When Lilacs Last in the Dooryard Bloom’d (1971)
- Концертино для камерного оркестра (1972)
- 5 пьес для фортепиано (1975)
- Симфония № 9 (October 1978)
- Концерт для оркестра (1981)
- Дуэт для скрипки и виолончели (1981), incomplete

## Теоретические работы
- Harmonic Practice. New York: Harcourt, Brace. 1951. LCCN 51008476.
- Reflections on the Music Life in the United States. New York: Merlin Press. 1956. LCCN 56012976.
- The Musical Experience of Composer, Performer, Listener. Princeton, New Jersey: Princeton University Press. 1950, republished 1958.
- Questions About Music. Cambridge: Harvard University Press. 1970, reprinted New York: Norton, 1971. ISBN 0-674-74350-4.
- Roger Sessions on Music: Collected Essays, edited by Edward T. Cone. Princeton: Princeton University Press, 1979. ISBN 0-691-09126-9 (cloth) ISBN 0-691-10074-8 (pbk)

## Педагогическая деятельность
Среди учеников композитора — П. М. Дэвис, Милтон Бэббитт, Дэвид Даймонд, Конлон Нанкарроу, Фредерик Ржевски и др.